# 36 Ophiuchi
36 Ophiuchi (36 Oph, Guniibuu) – gwiazda w gwiazdozbiorze Wężownika, znajdująca się w odległości 19,4 roku świetlnego od Słońca.

## Nazwa
Gwiazda ma nazwę własną Guniibuu, wywodzącą się z tradycji aborygeńskiej. Dla ludów Kamilaroi i Euahlayi z Nowej Południowej Walii reprezentuje ona mitycznego ptaszka o czerwonej piersi.

## Charakterystyka
Jest to gwiazda potrójna, którą tworzą trzy pomarańczowe karły, gwiazdy ciągu głównego należące do typu widmowego K. Wszystkie składniki świecą słabiej i mają niższe temperatury niż Słońce. Dwie jaśniejsze gwiazdy 36 Oph A i B są bardzo podobne, oddalony od nich składnik C jest nieco chłodniejszy i słabszy.

### 36 Ophiuchi AB
Dwa jaśniejsze składniki na niebie dzieli 5,4 sekundy kątowej (pomiar z 2016 r.). Okrążają one wspólny środek masy po bardzo ekscentrycznych orbitach z okresem orbitalnym 471 lat; ostatni raz były najbardziej oddalone w 1913 roku, a największe zbliżenie nastąpi w 2148 roku. W przestrzeni gwiazdy oddalają się na 157 au i zbliżają aż na 7 au.
Gwiazdy 36 Ophiuchi A i B mają temperaturę około 5100 K i jasność około 1/3 jasności Słońca. Ich masy są równe około 85% masy Słońca, mają promień równy około 81% promienia Słońca. Gwiazda 36 Ophiuchi C ma temperaturę ocenianą na 4500 K, jasność równą 14% słonecznej, promień 0,72 R☉ i masę 0,71 M☉.
Obserwowane zmiany prędkości radialnej gwiazdy B są uznawane za efekt aktywności chromosferycznej gwiazd, a nie dowód istnienia planet w układzie. Parametry orbity wyznaczone na podstawie dopasowania do danych sugerowały istnienie masywnej (8 MJ) planety obiegającej gwiazdę B, jednak orbita takiego ciała byłaby niestabilna. Nowsze dane obserwacyjne przeczą obecności planet o masie większej niż 4 masy Jowisza w odległości mniejszej niż 5,2 au (półoś wielka Jowisza).

### 36 Ophiuchi C
W odległości 731,6″ (ponad 12 minut kątowych) od 36 Oph A (pomiar z 2000 r.) znajduje się trzeci składnik układu, 36 Oph C. Od centralnej pary dzieli go w przestrzeni co najmniej 4400 au, a okres obiegu to co najmniej 180 tysięcy lat. Jest to gwiazda zmienna typu RS Canum Venaticorum, oznaczona także V2215 Ophiuchi.

### Towarzysze optyczni
Pobliska (276,9″ od 36 Oph A w 2000 roku) gwiazda oznaczona jako składnik D o wielkości 7,8m, ma inny ruch własny i nie jest związana grawitacyjnie z układem. Słabsza (12,3m) gwiazda oznaczona jako składnik E, odległa o 38,2″ od 36 Oph A (w 2000 roku), może być związana z układem 36 Ophiuchi; wówczas byłaby czerwonym karłem typu M, obiegającym centralną parę w odległości co najmniej 230 au, w czasie co najmniej 2500 lat.